# WhatsUp Gold

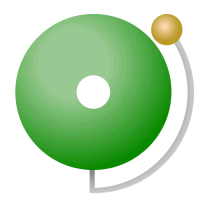
O logotipo do WhatsUsp Gold v16

WhatsUp Gold (WUG) é um software de uso simples para gerenciamento de redes produzido pela Ipswitch, Inc.  A arquitetura expansível e escalável do WhatsUp Gold permite detectar, mapear e gerenciar toda a infraestrutura de TI: dispositivos de rede, servidor, aplicativos, recursos virtuais, configurações e tráfego de rede. O WhatsUp Gold tem como objetivo principal simplificar o gerenciamento de TI, assim como proporcionar um aplicativo mais rico em recursos, fácil de usar e intuitivo.
Com presença internacional na Europa, no Japão e China, o WUG tem mais de 150.000 redes monitoradas, mais de 5 milhões de dispositivos monitorados, e uma taxa composta de crescimento anual de 40% nos últimos 4 anos.  WhatsUp Gold tem uma base sólida de clientes, entre eles Petrobrás, The Walt Disney Company, Pepsi, McDonald’s, HP, Siemens e Nike.[carece de fontes?]

## Edições e Plug-Ins
WhatsUp Gold é vendido em três edições diferentes:
- WhatsUpGold Premium;
- WhatsUpGold Standard;
- WhatsUpGold Distributed;

Além  de seus produtos principais, gerentes de TI também usam esses plug-ins para administrar suas redes:
- APM (plug-in) - Monitoramento Avançado de Aplicações
- Flow Monitor (plug-in) - ajuda a assegurar o desempenho da rede e QoS
- Flow Publisher (plug-in)  - leva a análise de tráfego a todos os cantos da sua rede
- WhatsConfigured (plug-in)  - automatiza a configuração de dispositivos
- WhatsConnected (plug-in)  - ajuda a visualizar sua rede completa
- Failover Manager (plug-in)  – leva a aumentar  a confiabilidade
- WhatsVirtual  (plug-in) - monitoramento físico e virtual contínuo
- Gerenciamento de VoIP (plug-in) -  em sua infraestrutura de rede de TI
- WhatsUp Log Management(software) - para resposta de segurança da rede, auditoria de conformidade, investigação e relatórios.

## Parcerias Estratégicas
- Cisco
- Autotask
- Tigerpaw
- AlarmTILT
- Orsenna